# Rionegrophis
Rionegrophis is een geslacht van uitgestorven slangen uit de familie Madtsoiidae, die tijdens het Laat-Krijt in Zuid-Amerika leefde.

## Fossiele vondsten
De typesoort Rionegrophis madtsoioides is bekend van fossiele vondsten in de Los Alamitos-formatie in Argentinië, die dateert uit het Laat-Krijt. De geslachtsnaam verwijst naar de locatie van deze formatie, de provincie Río Negro. In de Los Alamitos-formatie zijn ook fossielen gevonden van de kleinere verwanten Alamitophis en Patagoniophis.
cf. Rionegrophis is bekend uit de Chorrillo-formatie in de Argentijnse provincie Santa Cruz, die eveneens is afgezet in het Laat-Krijt. Het betreft een kleinere soort dan R madtsoioides of eventueel een soort uit een nauw verwant geslacht.

## Kenmerken
Rionegrophis was een middelgrote vorm uit de Madtsoiidae met een lengte tussen de twee en vier meter.